# Aeroportul Internațional Massena
Aeroportul Internațional Massena (IATA: MSS, ICAO: KMSS, FAA LID: MSS) este un aeroport din New York, Statele Unite ale Americii ce deservește zona Massena⁠(d). Aeroportul a fost tranzitat în 2019 de 10.112 pasageri.
Situat la o altitudine de 68 m, aeroportul dispune de 2 piste.

## Infrastructură

### Piste
Aeroportul dispune de 2 piste. Pista 05/23 are suprafața de asfalt și dimensiunile 5.601 picioare × 100 picioare. Pista 09/27 are suprafața de asfalt și dimensiunile 4.001 picioare × 100 picioare. 